# Гергяса
Гергяса (рум. Ghergheasa) — село у повіті Бузеу в Румунії. Адміністративний центр комуни Гергяса.
Село розташоване на відстані 127 км на північний схід від Бухареста, 32 км на північний схід від Бузеу, 66 км на захід від Галаца, 131 км на схід від Брашова.

## Населення
За даними перепису населення 2002 року у селі проживали 1520 осіб.
Національний склад населення села:
| Національність | Кількість осіб | Відсоток |
| -------------- | -------------- | -------- |
| румуни         | 1483           | 97,6%    |
| цигани         | 36             | 2,4%     |

Рідною мовою назвали:
| Мова      | Кількість осіб | Відсоток |
| --------- | -------------- | -------- |
| румунська | 1505           | 99,0%    |
| циганська | 14             | 0,9%     |